# Рекевег, Эрнст
Эрнст Хайнрих Дитрих Рекевег (англ. Ernst Heinrich Dietrich Reckeweg; 18 апреля 1873, Оберштадт, Тюрингия — 5 сентября 1944, Нью-Джерси) — американский гимнаст и легкоатлет, чемпион летних Олимпийских игр 1904.
На Играх 1904 в Сент-Луисе в гимнастике Рекевег участвовал в трёх дисциплинах. Он стал первым в командном первенстве и выиграл золотую медаль. Также он занял 47-ю позицию в личном первенстве и 67-ю в первенстве на 9 снарядах.
В лёгкой атлетике Рекевег соревновался только в троеборье, в котором он занял 19-е место.